# Уиндермир
Уи́ндермир (англ. Windermere) — озеро в Англии в графстве Камбрия. Расположено в Камберлендских горах, на территории национального парка Лейк-Дистрикт. Уиндермир воспевали поэты-романтики озёрной школы. Теперь это популярный туристический объект.
Фотография именно этого озера была использована в качестве фона в начале игры Silent Hill 2

## География
Площадь озера составляет 15 км², а максимальная глубина — 67 м. Длина — около 18 км, ширина — до 1,49 км. В озеро впадают реки Братей, Ротей, Траут-Бек и ряд более мелких. Сток по реке Левен в залив Моркам Ирландского моря. Высота над уровнем моря — 39 м, низшая точка дна озера значительно ниже уровня моря.
Маленькие островки в центре озера образуют живописные группы. Самым крупным из 18 островков является Бел-Айл (площадь — около 16 га). Озеро окружают покрытые лесом холмы.
Основные населённые пункты на озере — города Амблсайд, Уиндермир и Боунесс-он-Уиндермир.

## Озёрная фауна
В озере водятся такие породы рыб как: щука, окунь, карп, форель, европейский угорь, плотва, золотой линь, гольян, бычок-подкаменщик, трёхиглая колюшка.